# Janvier 1933
Cette page présente les faits marquants du mois de janvier 1933.

## Événements
- 1er janvier : 
  - Le libéral Juan Bautista Sacasa gagne les élections au Nicaragua (fin le 9 juin 1936). Les États-Unis transfèrent à Anastasio Somoza García le commandement de la Garde nationale et amorcent leur retrait du pays.
  - Insurrection libertaire en Andalousie.

- 2 janvier : accords de paix au Nicaragua entre Somoza et Sandino qui désarme ses troupes. Les troupes américaines se retirent du Nicaragua conformément à la politique de bon voisinage prônée par le président Roosevelt.

- 11 janvier (Espagne) : massacre de Casas Viejas. La garde d’assaut républicaine est envoyé pour mettre fin aux troubles libertaires en Andalousie. La gauche se divise. Les socialistes retournent à la stratégie de prise du pouvoir révolutionnaire.

- 14 janvier : le prototype Loire 43 part en vrille à 9 000 m d'altitude et s'écrase.

- 16 janvier : Mermoz ouvre une ligne aéropostale de Saint-Louis du Sénégal à Natal. Il réalise un vol direct en 14 heures 27 minutes à bord de l'Arc-en-ciel

- 23 janvier, Allemagne : le président Hindenburg refuse de dissoudre le Reichstag comme le lui suggérait le chancelier Kurt von Schleicher.

- 28 janvier :
  - France : chute du président du Conseil Joseph Paul-Boncour, mis en minorité sur un projet de majoration de l’impôt direct.
  - Allemagne : le gouvernement Schleicher démissionne.

- 30 janvier : Adolf Hitler est nommé chancelier du Reich par le président Paul von Hindenburg.

- 31 janvier : Édouard Daladier président du Conseil. Premier gouvernement Daladier.

## Naissances
- 3 janvier : Long Boret, homme politique cambodgien († 17 avril 1975).
- 4 janvier : 
  - Henri-François Van Aal, journaliste et homme politique belge († 19 août 2001).
  - Guy Poussy, homme politique français († 21 février 2024).
- 6 janvier : 
  - Oleg Makarov, cosmonaute soviétique († 28 mai 2003).
  - Ian McColl, homme politique britannique.
- 8 janvier : Juan Marsé, écrivain espagnol († 19 juillet 2020).
- 9 janvier : Wilbur Smith, écrivain sud-africain († 13 novembre 2021).
- 12 janvier : Kamal al-Ganzouri, Homme d'état égyptien († 31 mars 2021).
- 13 janvier : Janet Kear, ornithologue britannique († 24 novembre 2004).
- 16 janvier : Henri Marteau, comédien français († 21 janvier 2005).
- 17 janvier : Dalida, chanteuse française († 2 mai 1987).
- 18 janvier :
  - John Boorman, réalisateur britannique.
  - Jean Vuarnet, skieur français(† 2 janvier 2017).
- 20 janvier : Gérard Hernandez, acteur espagnol naturalisé français.
- 23 janvier : 
  - Bill Hayden, homme politique australien († 21 octobre 2023).
  - Chita Rivera, actrice américaine († 30 janvier 2024).
- 25 janvier :
  - Cory Aquino, femme politique philippine († 1er août 2009).
  - Donald Nicholls, pair et avocat britannique († 25 septembre 2019).
- 26 janvier : Javier Lozano Barragan, cardinal mexicain, président émérite du Conseil pontifical pour la pastorale des services de la santé († 20 avril 2022).
- 29 janvier : Sacha Distel, chanteur français († 22 juillet 2004).
- 31 janvier : Bao Ngoc Georges Vinh San, fils aîné du prince Vinh San du Viêt-Nam.

## Décès
- 3 janvier : Jack Pickford, acteur.
- 5 janvier : Calvin Coolidge, ancien Président des États-Unis (° 1872).
- 10 janvier : Margaret MacDonald Mackintosh, peintre britannique (° 5 novembre 1864).
- 27 janvier : Carlo Petitti di Roreto, général et homme politique italien (° 18 décembre 1862).